# Suarezia ecuadorana
Suarezia ecuadorana – gatunek roślin z monotypowego rodzaju Suarezia z rodziny storczykowatych (Orchidaceae). Gatunek jest endemitem Ekwadoru w Ameryce Południowej.

## Systematyka
Gatunek sklasyfikowany do podplemienia Oncidiinae w plemieniu Cymbidieae, podrodzina epidendronowe (Epidendroideae), rodzina storczykowate (Orchidaceae), rząd szparagowce (Asparagales) w obrębie roślin jednoliściennych.